# Етреши (Марна)
Етреши (фр. Etréchy) насеље је и општина у североисточној Француској у региону Шампањ-Арден, у департману Марна која припада префектури Шалонс ан Шампањ.
По подацима из 2011. године у општини је живело 123 становника, а густина насељености је износила 18,52 становника/km². Општина се простире на површини од 6,64 km². Налази се на средњој надморској висини од 156 метара.

## Демографија
| 1962. | 1968. | 1975. | 1982. | 1990. | 1999. | 2011. |
| ----- | ----- | ----- | ----- | ----- | ----- | ----- |
| 106   | 113   | 92    | 98    | 134   | 117   | 123   |

График промене броја становника у току последњих година